# NGC 162
NGC 162 est une étoile située dans la constellation d'Andromède. Elle a été recensée par l'astronome prussien Heinrich Louis d'Arrest en 1862.
La désignation de cette étoile est UCAC2 40124152 et selon les plus récentes mesures effectuées par le satellite Gaia, elle est à une distance de 529,577 ± 6,899 1 pc (∼1 730 al) de nous.